# Šubířov
Šubířov är en ort i Tjeckien.   Den ligger i regionen Olomouc, i den östra delen av landet, 180 km öster om huvudstaden Prag. Šubířov ligger 596 meter över havet och antalet invånare är 271.
Terrängen runt Šubířov är platt österut, men västerut är den kuperad. Šubířov ligger uppe på en höjd. Runt Šubířov är det ganska tätbefolkat, med 86 invånare per kvadratkilometer. Närmaste större samhälle är Boskovice, 16,8 km sydväst om Šubířov. Omgivningarna runt Šubířov är en mosaik av jordbruksmark och naturlig växtlighet.